# 亞洲小姐競選多倫多賽區
加拿大亞洲小姐大賽（前身是亞洲小姐競選多倫多賽區選拔賽）是一個在加拿大多倫多舉行的選美活動。這個選美會由2006年開始舉行，首屆冠軍是曾敏。在2006至2015年的主辦機構是亞洲電視和環球多媒體。2016年起則由環球多媒體獨辦。

## 比賽形式
在2016年香港亞洲小姐競選停辦前，亞洲小姐競選多倫賽區選拔賽是在香港舉行的亞洲小姐競選決賽之預選賽的一部分。
預選賽主要分為四大選區，分別是中國大陸選區、台灣選區、港澳特區和海外選區。
目前海外選區又分為加拿大賽區、美國賽區、澳洲賽區和其他亞洲國家代表兩個部分；加拿大賽區分別是2006年開始舉行的亞洲小姐競選多倫多賽區選拔賽和2010年開始舉行的亞洲小姐競選温哥華賽區（僅於2010年和2011年舉辦）選拔賽。這兩個選拔賽的兩個冠軍可以代表該城市直接前往香港參加亞洲小姐競選港澳特區的預選賽，她們會與其他香港佳麗爭奪六強位置，如幸運進入六強，就可繼續參加亞洲小姐競選決賽，與中國大陸選區選拔出來的國內佳麗，台灣選區選出來的一位台灣佳麗以及從其他亞洲國家物色的海外佳麗爭奪最後冠軍。
2011年至2014年，亞洲電視舉辦「ATV亞洲小姐大中華總決賽」，由來自香港、澳門、中國大陆、台灣及海外佳麗爭奪「亞洲小姐總決賽」十個席位（2013年為十二個席位），與其他來自亞洲各國的代表爭夺冠軍。多倫多賽區的代表若是華裔佳麗，便會被安排參加大中華總決賽，其餘則直接參加總決賽。
從2015年起，多倫多賽區選拔賽正式改名為加拿大亞洲小姐大賽（Miss Asia Canada），2016年起，賽事更加入溫哥華、蒙特利爾等亞洲裔代表參賽。

## 爭議
2014年，原定亞洲小姐多倫多賽區是由環球多媒體主辦和派出代表參賽，但該屆的比賽同時出現「亞洲小姐北美賽區」的多倫多代表，令主辦單位的贊助商在及後比賽質疑主辦機構是否涉及造假和違約舉辦。2015年9月3日，環球多媒體和亞洲電視於記者招待會澄清，多倫多的賽事會由環球多媒繼續主辦，並會加入亞洲先生大賽與多倫多亞姐於同日舉行決賽。此外，官方機構亦指出多倫多亞姐亦會被派參加亞太小姐世界大賽（Miss Asia Pacific Supertalent/Miss Asia Pacific World）和2016年復辦的國際亞太小姐競選（Miss Asia Pacific International）。

## 歷屆得獎佳麗
| 年份   | 冠軍                           | 亞軍                         | 季軍                   | 最上鏡小姐 | 其他獎項                                                                         |
| 2006年 | 曾敏                           |                              |                        |            |                                                                                  |
| 2007年 | 黄础莹                         | 王爽                         | 陳詠虹                 |            | 完美體態獎： 才藝小姐獎：                                                        |
| 2008年 | 顏子菲                         | 譚麗思                       | 范冰一                 |            |                                                                                  |
| 2009年 | 盛安                           | 林麗雅                       | 左亮                   | 盛安       | 美白肌膚獎：林麗雅 完美體態獎：林麗雅 最具智慧獎：左亮 健康形象獎：左亮          |
| 2010年 | 祁翼                           | 葉小寒                       | 吳皓                   | 祁翼       | 完美肌膚體態獎：祁翼 才藝小姐獎：吳皓                                            |
| 2011年 | 裘琳                           | 林珍娜                       | Josi Gao               | 林珍娜     | 最受欢迎奖：裘琳 最佳肌肤獎：林珍娜 友谊小姐奖：余洋迪 最佳秀发奖：Robyn Mutiger |
| 2012年 | 陳瑪莉(Mary Tann)              | 謝莤嘉·麥堅斯(Jess McKenzie) | Joanna Yu              |            |                                                                                  |
| 2013年 | 董安娜(Diana Duong)            | 梁詩韻(Angela Liang)         | Kushi Gupta            |            |                                                                                  |
| 2014年 | 辛珮·達利禾(Sunpreet Dhaliwal) | 唐淑薇(May Tong)             | Rowena Zhang           |            |                                                                                  |
| 2015年 | 李阮翠絲(Tracy Le Nguyen)      | 蘇迪佩·黛絲(Sudupta Das)     | 阮麗莎(Lisa Nguyen)    |            |                                                                                  |
| 2016年 | Jaehee Mun                     | Fei Fei Li                   | Christopher Dan        |            |                                                                                  |
| 2017年 | Leona Liu                      | Meagan Soo                   | Jennele Giong          |            |                                                                                  |
| 2018年 | 楊鈺(Julia Yang)               | Lily Park                    | Angelina Liang         |            |                                                                                  |
| 2019年 | 丁雪怡(Shayna Ding)            | Ava Khajeh                   | Genevieve Zhou         |            |                                                                                  |
| 2020年 | Jimin Yoo                      | Tiffany Lam                  | Sarah Wang             |            |                                                                                  |
| 2021年 | Cierra Johnson                 | Kayla Ko                     | Patty Chomseng         |            |                                                                                  |
| 2022年 | Anna Marie Ondaatje            | 胡永諭 (Wing Hu)             | Marion Jubelle R. Diva |            |                                                                                  |
| 2023年 | Jacklynn Bowdery               | Reem Amil                    | Samarpita Das          |            |                                                                                  |
| 2024年 | Lily Xu                        | Vaishnavi Yathipathi         | Jaylin Wang            |            |                                                                                  |
| 2025年 |                                |                              |                        |            |                                                                                  |

## 歷屆司儀及表演嘉賓
| 日期   | 地點                                         | 司儀         | 表演嘉賓     |
| 2006年 |                                              |              |              |
| 2007年 |                                              |              | 陳啟泰       |
| 2008年 | 大都會廣場多華會                             | 陳詠虹       |              |
| 2009年 | 烈治文山Sheraton Parkway Toronto North Hotel |              | 萬綺雯       |
| 2010年 | 烈治文山市演藝中心                           | 陳嘉晟、左亮 | 許瑩、亢帥克 |

## 參選名單
| 年份   | 01 | 02   | 03   | 04   | 05 | 06     | 07 | 08 | 09     | 10   | 11   | 12   |
| 2010年 |    | 牛萌 | 繩珊 | 吳皓 |    | 葉小寒 |    |    | 馬嘉怡 | 祁翼 | 張涵 | 張歡 |

## 多倫多代表賽區在香港亞洲小姐競選決賽成績
| 年份   | 多倫多亞姐                  | 名次   | 獎項                                                                                          |
| 2006年 | 曾敏                        | 前8名  | - 最上鏡小姐                                                                                  |
| 2007年 | 黃礎瑩                      |        |                                                                                               |
| 2008年 | 顏子菲                      | 亞軍   | - 亞軍 - 最上鏡小姐                                                                           |
| 2009年 | 盛安                        | 第六名 | - 晶瑩美麗肌膚獎 - 最佳才藝(季軍)獎                                                           |
| 2010年 | 祁翼                        | 前10名 |                                                                                               |
| 2011年 | 裘琳                        | 前12名 | - 大中華最上鏡小姐大獎                                                                        |
| 2014年 | 辛珮·達利禾(Sunny Dhaliwal) | 前12名 |                                                                                               |
| 2014年 | 唐淑薇(May Tong)            | 亞軍   | - 亞軍 - 最上鏡小姐 - 友誼小姐 - 亞洲女性魅力大獎 - 大中華總決賽冠軍 - 大中華最具風姿綽約大獎 |
| 2014年 | 王燕晶(Pamela Vuong)        | 前12名 |                                                                                               |

## 外部連結
- 有關亞洲小姐競選多倫多賽區選拔賽2009之報導

| 前任： 盛安 | '亞洲小姐競選多倫多賽區'冠軍祁翼 2010 | 繼任： 現任 |